# Carlo Artero
Antonio Carlo Artero (Vinovo, Piamonte, Italia, 1937) es un músico, compositor, escritor y arreglista italiano, más conocido por su nombre artístico de Carlo Artero. Es Académico de Honor de la Academia Internacional de San Marco de Nápoles y ha recibido la estrella al mérito CEA (Comunidad Europea Acordeonísta) y el premio Superga de la ciudad de Turín. 
Artero debutó artísticamente con la orquesta I Gai Campagnoli.
Dejó su natal Vinovo en 1957. Recorrió por muchos años países europeos y ciudades importantes como Montreux, donde tocó en el Casino Barriere, y Copenhague, entre otras. En Suecia tocó con un quinteto en locales de Estocolmo, Uppsala, Gotemburgo, Schelleftea y Malmö.
En 2002 se organizó un concierto sinfónico con obras del autor en la basílica de María Auxiliadora de Turín.

## Obras
Algunas de las obras más destacadas del autor son: 
- Sinfonía n.º 1, Noche de guerra.
- I quadri catalani
- Magnificat.
- Montserrat.
- Inno a Don Bosco.

En 1977 recibió el encargo del director Vicenzo Gamma para componer la banda sonora del programa televisivo de Enzo Biagi Made in England, emitido por la cadena RAI 1.